# ゼアーズ・プレンティ・オブ・ルーム・アット・ザ・ボトム
『ゼアーズ・プレンティ・オブ・ルーム・アット・ザ・ボトム』（英:  There's Plenty of Room at the Bottom）は物理学者リチャード・ファインマンによる講演。1959年12月29日、カリフォルニア工科大学（カルテク）で開催されたアメリカ物理学会の年会において行われた。題目は「ナノスケール領域にはまだたくさんの興味深いことがある」と意訳されることがある。
この講演において、個々の原子を直接操作して化学合成を行うという画期的なアイディアが初めて提示された。当初この講演は注目を得られず、ナノテクノロジーという概念の形成に直接寄与することはなかった。しかし1990年代に再発見されてからは、ファインマンの威光もあってか、ナノテクノロジー研究の嚆矢として位置づけられるようになった。

## ファインマンの創案
本講演では原子スケールの物質操作が可能にするはずの斬新な発明がいくつも提示された。演算回路を極度に高密度化したコンピュータや、走査型電子顕微鏡の限界を超えるほど微小な物体を観察できる顕微鏡などである。これらの二つのアイディアは、走査型トンネル顕微鏡をはじめとする走査型プローブ顕微鏡や、IBMが開発したミリピードのような記憶システムによって後に実現した。
ファインマンはまた、「望みのままに原子を配列」できるようなナノスケールの機械により、機械的な操作を通じて化学結合をコントロールすることが原理的に可能だと指摘した。
彼はまた、彼が指導する大学院生で友人でもあったアルバート・ヒッブスが発案したという服用医師のアイディアを紹介した。微小なロボットを飲み込み、体内で外科手術を行わせるというものである。
ファインマンは一つの思考実験として、人間の両手と同じ働きをする1/4スケールのロボットアームを製造するよう提案した。ロボットアームを操り、その製造に必要だった加工ツールと同じものを1/4スケールで組み立てたとする。1/4スケールのアームと加工ツールを用いて新たなロボットアームを製造すれば、そのスケールはさらに1/4倍となる。このようにして、同期して動く10セットのロボットアームを1/16スケールで製造したとしよう。この過程を繰り返していけば、数えきれない微小な超並列ロボットアームからなる原子サイズの工場ができあがる。このような縮小過程をファインマンはパンタグラフに例えた。サイズが小さくなるにつれてツールは設計しなおす必要がある。その理由は各種の力の相対的な強さが変わってくるためである。重力は重要ではなくなり、表面張力の効果は強くなり、ファンデルワールス引力を考慮しなければならなくなる。この種のスケール効果についてもファインマンは言及している。この思考実験を現実化しようとする試みはまだないが、生物学の分野では酵素と酵素複合体（特にリボソーム）がファインマンの想像に近いやり方で化学合成を行っている。なおこの講演に先立って、SF作家ロバート・A・ハインラインが1942年の中編小説『ウォルドウ』（英: Waldo）で同様のアイディアを発表していたが、せいぜいμmスケールまでであった。

## 懸賞金問題
講演を締めくくるにあたって、ファインマンは二つの懸賞金問題を出し、それぞれに1000ドルの懸賞金をかけた。第一の問題は微小なモーターを作製するというものだったが、翌年11月、工作に長けた技師ウィリアム・マクレランが普通の工具を用いてあっけなく実現してしまった。マクレランのモーターは基準をクリアしていたものの、特に革新的な技術は使われていなかった。第二の問題は本の1ページを一辺1/25000に縮小して記録するというもので、これが可能ならブリタニカ百科事典全巻をピンの頭に印刷できることになる。1985年、スタンフォード大学の大学院生トム・ニューマンが『二都物語』冒頭の段落を1/25000に縮小して懸賞金を獲得した。

## 影響
K・エリック・ドレクスラーは1986年の著書『創造する機械 — ナノテクノロジー』（ 英: Engines of Creation ）においてファインマンのナノ工場を引用し、人間が操作する代わりにコンピュータ制御で自己複製させるというアイディアを付け加えた。
ファインマンの没後、ナノテク草創期の80～90年代に活動していた研究者の回想からナノテクノロジーの発展史をまとめる試みの中で、先導者としてのファインマンの役割はわずかなものだったと結論付けられた。サウスカロライナ大学の文化人類学者クリス・トウミイ（ Chris Toumey ）は本講演の刊行履歴を作成するとともに、科学文献に Plenty of Room の語が引用された回数を調べた。トウミイによれば、2008年までに本講演の講演録は再刊も含め11回刊行されている。また、テーマが近いファインマンの講演 Infinitesimal Machinery （副題 Plenty of Room, Revisited ）は2回刊行されている。後者は映像記録が残されており、トウミイはこれも引用している。
講演録の引用回数で測ると、初出以降20年にわたって本講演の影響力は皆無であり、走査型トンネル顕微鏡が発明された1981年からの10年間もわずかに増えた程度でしかなかった。そして90年代の初めに本講演への関心は大きく高まる。その理由は、これに先立ってナノテクノロジーが現実的な将来像として注目を集めたことだと考えられる。1986年にドレクスラーの著書『創造する機械 — ナノテクノロジー』が出版され、また一般向けの科学雑誌『オムニ』が「ナノテクノロジー」と題した特集記事を組んだことにより、ナノテクノロジーという言葉が耳目を集めるようになっていた。学術誌 Nanotechnology の創刊は1989年である。1990年4月には35個のキセノン原子で「IBM」の文字を描く有名な実験が Nature 誌に掲載され、1991年11月には Science 誌がナノテクノロジーの特集号を刊行した。以上のような経緯から浮かび上がるのは、 Plenty of Room が再発見されたことにより後付けで歴史観が形成されたということである。ナノテクノロジーの歴史が1959年12月までさかのぼり、カリスマ的な天才ファインマンが誕生に関わったという見方はこの時作り出されたと言える。
トウミイが収集した高名なナノテクノロジー研究者の発言によれば、彼らの初期の研究は本講演に影響を受けてはおらず、当時は読んだこともなかったという。
ナノテクノロジーの主唱者たちにとって、ノーベル賞受賞者にして20世紀の科学を象徴する人物であるファインマンの名声は歴史的な文脈を作るためにも有用だった。事実、彼の名声と原子操作という理念はナノテクノロジー分野の研究基金を確保するために利用されていた。その好例は、2000年1月にカリフォルニア工科大学でクリントン大統領が行った、連邦プログラムの必要性を訴えるスピーチである。
この予算案では、新しい大規模な米国ナノテク・イニシアティブ（National Nanotechnology Initiative）に5億ドルを計上しています。ナノテクノロジーとは原子や分子のレベルで物質を操作する技術ですが、カルテクはこのアイディアに馴染みがあるはずです。40年以上も昔、カルテクが誇るリチャード・ファインマンその人がこんな問いを投げかけました。「もし一個一個の原子を望んだ通りに並べることができたらどうなるでしょう？」
2003年5月に議会に提出されたナノテク研究開発法（Nanotechnology Research and Development Act）では、ファインマンの提唱した分子工場の実現可能性検証が計画されていたが、上院の議決を経て2003年12月3日にブッシュ大統領が署名した時点では、より需要のある分野の財源を確保するため除外されていた。

## 原典
- Feynman, R.P. (1 March 1992). “There's plenty of room at the bottom (data storage)”. Journal of Microelectromechanical Systems 1 (1):  60–66. doi:10.1109/84.128057. 講演録の再刊の一つ。
- Feynman, R. (1993). “Infinitesimal machinery”. Journal of Microelectromechanical Systems 2 (1):  4–14. doi:10.1109/84.232589. 本講演の続編。